# Método de los cazos
En minería el proceso de amalgamación mediante el método de los cazos consiste en extraer plata de una mena del metal utilizando sal común y sulfato de cobre además de mercurio. Se utilizó ampliamente desde 1609 hasta el siglo XIX; pero en la actualidad ya no se emplea. 

## Historia
El método de patios había sido utilizado para extraer plata del mineral desde su invención en 1557. Un inconveniente de este proceso era el largo tiempo de tratamiento necesario, generalmente semanas. Álvaro Alonso Barba inventó en 1609 el método de los cazos o de fondo en Potosí (Bolivia), un proceso mucho más rápido en el que el mineral se mezclaba con sal común y mercurio (y algunas veces con sulfato de cobre) y se calentaba en recipientes de cobre poco profundos. El tiempo de tratamiento se redujo a una duración comprendida entre 10 y 20 horas.  Utilizar la amalgamación de patio o de cazo en una localización en particular, a menudo dependía del clima (las condiciones más cálidas aceleraban el proceso de patios) y de la disponibilidad y el costo del combustible para calentar los cazos.
La cantidad de sal y de sulfato de cobre variaba entre un cuarto de libra y diez libras de uno o de otro, o de ambos, por tonelada de mineral tratado. La pérdida de mercurio en los procesos de amalgamación generalmente era de una a dos veces el peso de la plata recuperada. 

## Proceso de Washoe

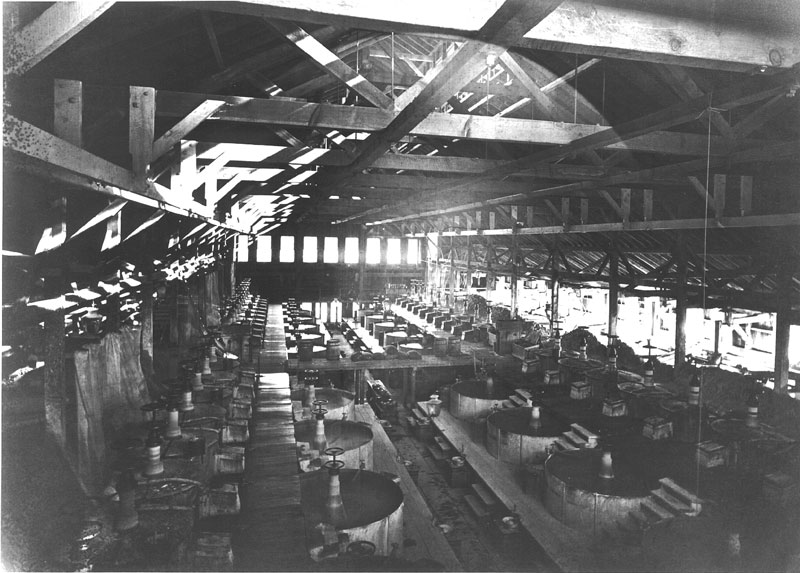
Calderas de amalgama en un molino de Comstock Lode, Virginia City, Nevada, en 1900

El proceso de Washoe, una variación de la amalgamación en cazos, fue desarrollado en la década de 1860 entre otros por Almarin B. Paul, para trabajar el mineral de la veta Comstock en Nevada. Washoe fue una de las primeras denominaciones de esta zona, que también dio nombre al Washoe Valley. : 41  En el proceso de Washoe, los cazos de cobre fueron reemplazados por depósitos abiertos de hierro con agitadores mecánicos. Cada recipiente circular comúnmente contenía entre 1200 y 1500 libras de mineral que se había triturado hasta reducirlo al tamaño de granos de arena. Se agregaba agua para formar lodo, y también se añadían entre 60 y 70 libras de mercurio, junto con unas tres libras de sal común (cloruro de sodio) y sulfato de cobre por término medio. Una placa de hierro circular montada en un eje vertical, la molturadora, se introducía en el recipiente, y se giraba para proporcionar agitación y molienda adicional a la mezcla, calentada mediante tuberías que transportaban vapor de agua. Las limaduras de hierro desprendidas de las placas molturadoras y de los calderos demostraron ser un ingrediente esencial en el proceso.

## Proceso del río Reese
Se desarrolló una variación del proceso de Washoe en el distrito minero del río Reese, en Austin, Nevada. Se descubrió que el proceso Washoe no funciona bien para los minerales con arsénico o sulfuros de antimonio, o con galena o esfalerita. En 1869, Carl A. Stetefeldt, de Reno, descubrió que al tostar el mineral con sal, los sulfuros de plata se convertían en cloruros de plata, que luego se podían recuperación con el habitual sistema de calderos de amalgamación.  El proceso se introdujo en el distrito del río Reese en 1879 con gran éxito. 
Otros distritos con minas de plata donde se utilizó el proceso del río Reese fueron en el estado de Colorado, en las ubicaciones de Georgetown; Caribou y Silver Cliff.